# Soldats des Forces japonaises d'autodéfense
Les soldats des Forces japonaises d'autodéfense sont les membres des Forces japonaises d'autodéfense.

## Formation
Il faut suivre une formation obligatoire de 3 mois.

## Effectifs
En 2021 les Forces d’autodéfense japonaises comptent un total de 232 509 militaires.

## Point de vue de la population
Le séisme de 2011 fut ainsi un révélateur pour nombre de Japonais de l’utilité des Forces d’autodéfense et suscita également un élan de sympathie à l’égard des forces américaines au Japon. Pour le ministère de la Défense, cette épreuve mit en lumière des fragilités dans les systèmes de commandement et la mobilité des forces à l’intérieur du Japon, ainsi qu’une difficulté pour l’administration japonaise à agréger les propositions étrangères d’assistance d’urgence à la manœuvre d’ensemble.